# Qıvraq
Qıvraq är en kommunhuvudort i Azerbajdzjan.   Den ligger i distriktet Nachitjevan, i den sydvästra delen av landet, 400 km väster om huvudstaden Baku. Qıvraq ligger 915 meter över havet och antalet invånare är 4 444.
Terrängen runt Qıvraq är platt åt sydväst, men åt nordost är den kuperad. Närmaste större samhälle är Qarabağlar, 7,6 km öster om Qıvraq.
Trakten runt Qıvraq består i huvudsak av gräsmarker. Runt Qıvraq är det ganska tätbefolkat, med 90 invånare per kvadratkilometer.